# Szamoai vízityúk
A  szamoai vizityúk (Gallnula pacifica vagy Pareudiastes pacificus) a madarak osztályának darualakúak (Gruiformes) rendjébe és a  guvatfélék (Rallidae) családjába tartozó kihalt faj.
Hivatalosan 1873 óta nem észlelték, de mivel éjszakai életet élő, rejtőzködő fajról van szó, így nehéz rögzíteni és voltak nem megerősített jelentések 1987-ben és 2003-ban, ezért úgy tekintik, mint kritikusan veszélyeztetett.

## Előfordulása
A Csendes-óceán délnyugati részén található Szamoa területén honos. A természetes élőhelye szubtrópusi vagy trópusi nedves hegyi erdők.

## Megjelenése
Testhossza 25 centiméter, röpképtelen faj.

## Fenyegetések
Macskák, patkányok, disznók és kutyák megjelenése a szigeten és a vadászat is tényező lehet, mely okozhatja kihalását.